# Бувар и Пекюше
«Бува́р и Пекюше́» (фр. Bouvard et Pécuchet) — незавершённый сатирический роман французского писателя Гюстава Флобера, опубликованный посмертно в 1881 году; последнее произведение автора. В этом романе, писавшемся как как «эпопея человеческой глупости», Флобер намеревался запечатлеть все накопленные знания о человечестве, и специально для романа Флобер даже начал изучать различные научные дисциплины. Ко второй части романа должен был прилагаться сатирический словарь «Лексикон прописных истин».

## История создания
Замысел появился у Флобера давно, а по замечанию его биографа Бернара Фоконье, «в общих чертах» Флобер уже его представлял «ещё в десятилетнем возрасте». В 1837 году молодой писатель опубликовал рассказ Une leçon d’histoire naturelle, который свидетельствовал об интересе к характеру конторских работников. Несомненно на проект романа повлиял рассказ Бартелеми Мориса «Les Deux Greffiers», повествующий о двух секретарях, ушедших на пенсию и удалившихся в деревню, где они занимались садоводством, ходили на охоту, рыбалку, но в конце концов все это им надоело, и они обрели счастье в том чем занимались всю жизнь: они писали каждый день под диктовку друг друга. Друг Флобера, Максим дю Кам, в своих «Литературных воспоминаниях» заявляет, что Флобер помышлял о романе еще в 1843 году.
В 1852 году Флобер в письме Луизе Коле он подробно делится своими планами относительно произведения: «У меня порой возникает нестерпимое желание разнести в пух и прах весь человеческий род. И я непременно сделаю это лет через десять в каком-нибудь многостраничном романе. А пока меня не покидает мысль о моем „Лексиконе прописных истин“ (известно ли тебе о нем?). В частности, больше всего меня интересует предисловие, таким как я его себе представляю (это будет целая книга), где я задам жару всем и вся, и никакой закон не будет мне указом. Это будет прославлением того, что все одобряют. Я докажу, что большинство всегда право, а тот, кто остается в меньшинстве, всегда не прав. Я принесу в жертву великих людей дуракам, а мучеников — их палачам. И все будет доведено до крайности, до взрыва. В отношении художественной литературы я продемонстрирую, и это будет совсем нетрудно сделать, что только общедоступная и понятная всем посредственность считается в наш век допустимой, а любая заявка на оригинальность признаётся опасной, эксцентричной и так далее. Это будет ироничное и проникновенное восхваление человеческой подлости, где и когда бы она ни совершалась, с обилием цитат, доказательств (которые подтвердят обратное), отрывков из жутких текстов (и их нетрудно найти) с целью покончить, скажу я, раз и навсегда с необычностью, какой бы она ни была. Я вернусь к современной демократической идее о равенстве, ссылаясь на высказывание Фурье о том, что творения великих людей окажутся бесполезными. И именно с этой целью, добавлю я, будет написана эта книга. В ней в алфавитном порядке можно будет найти по всем интересующим темам все, что нужно говорить в обществе любому приличному и воспитанному человеку. <…>
Надо постараться, чтобы в ней нельзя было бы найти ни единого придуманного мною слова и чтобы, раз прочитав, о ней больше никто не осмелился бы заговорить из боязни произнести одну из тех фраз, которые содержатся в ней».
В августе 1872 года Флобер начал собирать материал для романа. Написание романа несколько раз прерывалось, он остался незаконченным ввиду смерти писателя в 1880 году. В 1872 году Флобер делится замыслом: «Я изрыгну на современников отвращение, которое они мне внушают…»
Работу над романом писатель неоднократно прерывал — в одном из писем он даже писал, что отказывается от него. В перерыве между сочинением романа «в качестве отдыха» в 1875—1877 годы были написаны «Три повести». Это был сложный для писателя период, вызванный серьёзными материальными проблемами, а также тяжёлой болезнью (эпилепсия) и её последствиями.
В ноябре 1872 года он писал принцессе Матильде: «Одиночество, литературные разочарования, отвращение к современникам, натянутые донельзя нервы, тревога за будущее и стукнувшие пятьдесят лет — вот итог моей жизни». Письма Флобера переполнены жалобами на колоссальный труд, который, подобно трясине, все глубже затягивал его в свою пучину. «Вот уже два месяца, — сообщает он, — как я не написал ни единой строчки, но я читал, читал до потери зрения… Считайте в среднем два тома в день…» В данном случае писатель готовил материалы для раздела книги, который должен был занять не более десяти страниц. Для своей книги Флоберу пришлось погрузиться в изучение множества незнакомых предметов: химии, медицины, анатомии, физиологии, агрономии, геологии… Он знакомился с трудами по гигиене, ботанике, католицизму, эстетике, философии, истории. Его письма пестрят ссылками на штудируемые им книги самого различного характера, среди которых упоминаются, например: «Стрижка садовых деревьев» Грессена, «Свойства души» Гарнье, «История медицины» Даремберга; он изучает «Историю лечебных теорий», «Трактаты по воспитанию».

## Сюжет

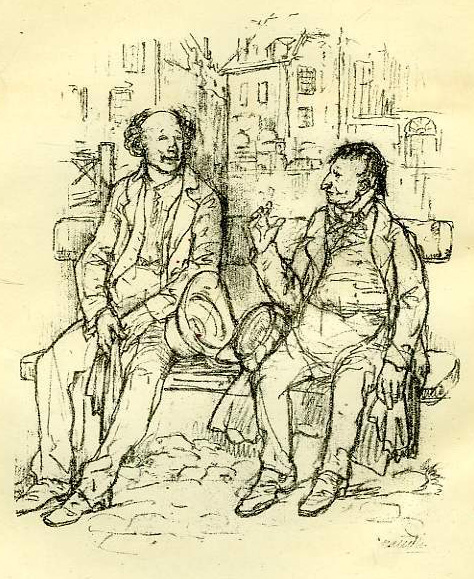
Иллюстрация Бернара Нодена (1923)

Жарким летним днём в Париже встретились и познакомились двое мужчин, Бувар и Пекюше. Оказалось что они не только оба работают переписчиками, но и их интересы сходятся. Они оба мечтают жить в деревне. Наследство, неожиданно полученное Буваром, меняет их жизни — они покупают ферму. Они интересуются сельским хозяйством, затем медициной, химией, геологией, политикой, философией, но каждый раз их увлечения будут заканчиваться плачевно.

## Критика
Многие современники встретили посмертный роман Флобера отрицательно. И. Тэн, например, говорил о «Буваре и Пекюше» как весьма ученом, но совершенно неинтересном романе. Помимо этого, роман был раскритикован за пессимизм и мизантропию, и как писал Хорхе Луис Борхес, из такой точки зрения следовало, что Флобер «заранее обесценил замысел, поскольку-де выводить из неудачи этих шутов крах религии, науки и искусства — беззастенчивая софистика или грубейшая ошибка». В то же время Реми де Гурмон назвал его крупнейшим произведением французской и даже мировой литературы.
Положительным был отзыв друга Флобера Ивана Тургенева, который, возможно, перевёл роман на русский. 
В XX веке началась переоценка романа. Борхес в своём эссе «Оправдание „Бувара и Пекюше“» (1932) писал: «Человек, придавший „Госпожой Бовари“ окончательный чекан реалистическому роману, сам же его первым и разрушил. Не так давно Честертон обронил: „Видимо, роман умрет вместе с нами“. Флобер инстинктивно почувствовал эту смерть, которая вершится у нас на глазах — разве „Улисс“ со всеми его планами и расписанием по часам и минутам не есть блистательная агония жанра? — и в пятой главе обрушился на „статистические и этнографические романы“ Бальзака, а вместе с ним и Золя. Поэтому время в „Буваре и Пекюше“ все больше походит на вечность; поэтому герои его не умирают и по-прежнему переписывают под Каном свой „Sottisier“, так же не обращая внимания на окружающее в 1914 году, как и в 1870-м; поэтому флоберовская книга, если смотреть назад, сродни притчам Вольтера, Свифта и Востока, а если вперед — параболам Кафки».

## Второй том
Финал романа достаточно хорошо реконструируется по сохранившимся авторским наброскам: разочаровавшиеся в науке Бувар и Пекюше бы вернулись к переписыванию бумаг. Известно, что вторая часть была бы собранием выписок из энциклопедий, но не совсем ясно, действительно ли намеревался ли писатель включить свой «Лексикон прописных истин» и в каком виде во вторую часть «Бувара и Пекюше». В 1884 году Ги де Мопассан, близко знавший Флобера и называвший его своим учителем, писал, что во второй части романа по замыслу автора должна быть представлена «ужасающая серия тупоумных изречений, невежественных суждений, вопиющих и чудовищных противоречий, грубейших ошибок, постыдных утверждений, непостижимых промахов, выловленных у самых возвышенных, самых широко образованных мыслителей». В разделе «глупцы» должен был быть помещён словарь общепризнанных идей и каталог мнений, считаемых принадлежностью «избранных кругов».

## Роман в России и СССР
Первый перевод на русский был анонимным, публиковался он уже в 1881 году в журнале «Новое обозрение», который просуществовал очень короткое время. Возможно, что переводчиком и инициатором запуска журнала был друг Флобера Иван Тургенев, задумывавший поставить Флоберу памятник.
Новый перевод романа выполнил Исай Мандельштам в 1934 году для собрания сочинений. В советской критике по отношению к роману говорилось, что он «отражает настроение неверия Флобера в будущее научного и социального прогресса. В действительности речь могла идти о кризисе не культуры вообще, но культуры господствующих классов, некоторые симптомы упадка которой зорко подмечал Флобер» (1980, Собрание сочинений), и что в данном в романе изображении революции 1848 года выразились «буржуазный скептицизм и свободомыслие» Флобера (1936, БСЭ). В 1971 году вышел перевод М. Вахтеровой.
В СССР роман издавался только в составе собраний сочинений; если не считать вышедшего в 1929 году издания «Красной газеты», про которое Максим Горький писал, что оно «расходится с колоссальной быстротой», то отдельных массовых изданий романа не было.

## Экранизации
- «Бувар и Пекюше» (1971, реж. Роберт Валей)
- «Бувар и Пекюше» (1989, реж. Жан-Даниэль Верхак)